# Dino Cazares
Dino Cazares (Mexicali, 2 de septiembre de 1966) es un músico mexicano-estadounidense, más conocido por ser el guitarrista de la banda estadounidense de groove/industrial Fear Factory. Es también guitarrista y líder de las bandas Asesino y Divine Heresy, y fue también uno de los fundadores de la banda de deathgrind Brujería.

## Biografía
Cazares nació el 2 de septiembre de 1966 en Mexicali, Baja California.
Cazares y el baterista Raymond Herrera formaron Fear Factory en 1989 que en ese tiempo se llamaba "Ulceration", sin embargo, optaron por cambiar de nombre un año después. El primer álbum de la banda fue Soul of a New Machine, que Cazares dedicó a su madre, Natividad, y a su hermano mayor, Joey. Antes de crear Fear Factory, Dino formaba parte de la banda de grindcore Excruciating Terror. Poco después de la creación de FF, fundó Brujería junto con miembros de Faith No More y Napalm Death entre otros. 
Cuando Fear Factory se separó temporalmente en el 2002, Cazares regresó a Brujería, y lanzó el que se suponía iba a ser el primer álbum de la serie de 13 álbumes llamada "Demoniaco" (un álbum por cada miembro de Brujería). Asesino reclutó al bajista de Static-X Tony Campos en el bajo y voces y a Raymond Herrera en la batería. Fear Factory volvió a formarse un año después esta vez sin Cazares en la alineación y con el bajista Christian Olde Wolbers cambiando de posición a guitarrista.
En el 2005, fue elegido por Roadrunner A&R Monte Conner para ser uno de los cuatro capitanes del proyecto Roadrunner United para el que escribió cuatro canciones participando con otros músicos relacionados con el sello discográfico Roadrunner Records.
Actualmente es guitarrista y líder de Divine Heresy, con quienes ha lanzado dos álbumes, a través de las discografícas Roadrunner Records y Century Media. Esta banda se compone por Cazares junto al baterista Tim Yeung (ex Hate Eternal, ex Vital Remains), el bajista Joe Payne y originalmente en las voces Tommy Vext, el cual dejó la agrupación debido a una serie de problemas que tuvo con Cazares en abril de 2008. Jake Veredika, vocalista de la banda Periphery, participó con la banda durante su gira con Arch Enemy, Dark Tranquillity y Firewind. Actualmente, el puesto de vocalista es ocupado por Travis Neil. El álbum debut de la banda, "Bleed the Fifth" fue lanzado el 27 de agosto de 2007 en Europa y el 28 de agosto en Estados Unidos. "Bleed The Fifth" fue producido por Dirty Icon (el cual es manejado por Logan Mader) y Lucas Banker. La imagen de la portada fue diseñada por Joachim Luetke (Marilyn Manson, Sopor Aeternus, Dimmu Borgir, Arch Enemy).
El segundo álbum de Divine Heresy, Bringer of Plagues, fue lanzado el 28 de julio de 2009 y es el primero en contar con Travis Neil en las voces.

## Reformación de Fear Factory
Dino Cazares fue visto tocando "Replica" (una canción de Fear Factory) junto con la banda holandesa de metal sinfónico Epica el 25 de septiembre de 2007 y también se le vio tocándola junto con su banda Divine Heresy. El 7 de abril de 2009, Dino Cazares y Burton C. Bell anunciaron la reconciliación de su amistad, y la formación de un nuevo proyecto musical junto con el bajista Byron Stroud (Strapping Young Lad) y con el baterista Gene Hoglan (Death, Strapping Young Lad). El 28 de abril, se reveló que este proyecto sería como una nueva versión de Fear Factory, excluyendo al miembro fundador Raymond Herrera y a Christian Olde Wolbers. Cuando se le preguntó a Bell acerca de por qué Herrera y Wolbers no estaban incluidos, este afirmó que "Fear Factory es como un negocio y yo sólo estoy reorganizándolo... No vamos a hablar [sobre su exclusión]".

## Técnica y estilo
Cazares es caracterizado por su técnica de "alternate picking rhythm guitar" (picadas alternas rítmicas) que consiste en la sincronización de un ritmo sincopado de dieciséis notas con el doble pedal de la batería. Esto dio lugar a su distintivo "machine-gun" (ametralladora), estilo característico de la música de Fear Factory. En los álbumes anteriores de Fear Factory, Cazares no realizó ningún solo de guitarra para conservar el estilo propio de la banda, aunque los emplea en sus otras bandas. Sin embargo, el séptimo álbum, Mechanize, cuenta con varias partes de solos.

## Discografía
| - 1991: Demo 1 - 1991: Demo '91 - 1992: Soul of a New Machine - 1993: Fear is the Mindkiller - 1995: Demanufacture - 1997: RemanuFacture (Cloning technology) - 1998: Obsolete - 2001 Digimortal - 2002: Concrete - 2003: Hatefiles - 2006: The Best Of - 2010: Mechanize - 2012: The Industrialist - 2015: Genexus - 2021: Aggression Continuum - 2022: Recoded - 1993: Matando Gueros - 1995: Raza Odiada - 2000: Brujerizmo - 2000: Marijuana | - 1994: Point Blank - 1995: Proud To Commit Commercial Suicide - 2002: Corridos de muerte - 2006: Cristo satánico - 2007: Bleed the Fifth - 2009: Bringer of Plagues |